# Blue Hills (Connecticut)
Pour les articles homonymes, voir Blue Hills.
Blue Hills est une ville située dans le comté de Hartford, dans l'État du Connecticut (États-Unis). Selon le recensement de 2000, Blue Hills avait une population totale de 3 020 habitants.

## Géographie
Selon le Bureau du Recensement des États-Unis, la superficie de la ville est de 3,0 km2, dont 3,0 km2 de terres et 0,0 km2 de plans d'eau (soit 0,00 %).

## Démographie
D'après le recensement de 2000, il y avait 3 020 habitants, 1 008 ménages, et 782 familles dans la ville. La densité de population était de 1 022,8 hab/km². Il y avait 1 044 maisons avec une densité de 353,6 maisons/km². La décomposition ethnique de la population était : 9,80 % blancs ; 83,11 % noirs ; 0,40 % amérindiens ; 1,23 % asiatiques ; 0,03 % natifs des îles du Pacifique ; 1,49 % des autres races ; 3,94 % de deux ou plus races. 4,07 % de la population était hispanique ou Latino de n'importe quelle race.
Il y avait 1 008 ménages, dont 30,2 % avaient des enfants de moins de 18 ans, 43,9 % étaient des couples mariés, 28,4 % avaient une femme qui était parent isolé, et 22,4 % étaient des ménages non-familiaux. 19,5 % des ménages étaient constitués de personnes seules et 8,7 % de personnes seules de 65 ans ou plus. Le ménage moyen comportait 2,89 personnes et la famille moyenne avait 3,29 personnes.
Dans la ville la pyramide des âges était 25,7 % en dessous de 18 ans, 7,8 % de 18 à 24, 25,8 % de 25 à 44, 25,6 % de 45 à 64, et 15,1 % qui avaient 65 ans ou plus. L'âge médian était 38 ans. Pour 100 femmes, il y avait 82,9 hommes. Pour 100 femmes de 18 ans ou plus, il y avait 79,1 hommes.
Le revenu médian par ménage de la ville était 48 859 $, et le revenu médian par famille était 52 361 $. Les hommes avaient un revenu médian de 36 842 $ contre 30 972 $ pour les femmes. Le revenu par habitant de la ville était 21 618 $. 8,7 % des habitants et 3,9 % des familles vivaient sous le seuil de pauvreté. 14,6 % des personnes de moins de 18 ans et 13,1 % des personnes de plus de 65 ans vivaient sous le seuil de pauvreté.